# کاسومی-زاکورا
کاسومی-زاکورا (به ژاپنی: 霞桜 カスミザクラ Kasumi-zakura) (نام علمی: Cerasus verecunda) یک نوع ساکورای خودرو است. در استان هوکایدو، هونشو و شیکوکو و همچنین کره و چین یافت می‌شود. بخاطر کُرک‌هایی که بر روی ساقه کوچک گل و دمبرگ گل آن می‌روید به نام کِه‌یاما-زاکورا (یاما-زاکورای کرک‌دار) نیز خوانده می‌شود. معمولاً در ارتفاع بالاتر از یاما-زاکورا (ساکورای کوهی) رشد می‌کند. همچنین زمان شکوفایی گل آن دیرتر از یاما-زاکورا است. بخاطر دیر شکوفا شدن گل‌های آن و گذشتن از زمان هانامی کمتر به عنوان ساکورای زینتی کاشت می‌شود. ارتفاع بلند درخت و پرگلی آن از دور به مانند مِه یا غبار دیده می‌شود و به همین علت کاسومی که به زبان ژاپنی معنی مِه دارد، نامیده شده‌است.

## ویژگی گل
- ارتفاع درخت: ۱۵ تا ۲۰ متر
- تعداد گلبرگ: ۵ عدد
- رنگ: از سفید تا صورتی کمرنگ
- قطر گل: ۲٫۲ تا ۳٫۴ سانتیمتر
- زمان گل‌دهی:اواسط تا اواخر آوریل
- محل نمونه:پارک شینجوکو گیوئن در توکیو[۲]